# بلل کادری
بلل کادری (فرانسوی: Blel Kadri‎؛ زادهٔ ۳ سپتامبر ۱۹۸۶) دوچرخه‌سوار اهل فرانسه است.
از باشگاه‌هایی که در آن رکاب زده‌است می‌توان به آژ۲آر لا موندیال، اشاره کرد.